# Wang Hao (szachista)
Wang Hao, chiń. 王皓, pinyin Wáng Hào (ur. 4 sierpnia 1989 w Harbinie) – chiński szachista, arcymistrz od 2005 roku.

## Kariera szachowa
Sukcesy międzynarodowe zaczął odnosić w bardzo młodym wieku. W roku 1999 zdobył w Oropesa del Mar brązowy medal mistrzostw świata juniorów do lat 10. W 2002 wywalczył wraz z drużyną złoty medal na olimpiadzie juniorów (do lat 16) w Kuala Lumpur, osiągnięcie to powtarzając dwa lata później w Kozhikode (gdzie zdobył drugi złoty medal, za indywidualny wynik na I szachownicy). W 2005 odniósł kolejne znaczące sukcesy: będąc jeszcze zawodnikiem nieutytułowanym samodzielnie zwyciężył w otwartym turnieju w Dubaju (w którym startowało m.in. 53 arcymistrzów) oraz triumfował (z niecodziennym wynikiem 10 pkt w 11 partiach) w kolejnym openie w Kuala Lumpur. Podzielił również I m. w turnieju strefowym w Pekinie, dzięki czemu wystąpił w Pucharze Świata, przegrywając w I rundzie z Władimirem Małachowem. W 2006 podzielił II m. (za Zhang Pengxiangiem, wspólnie z Zhang Zhongiem) w Singapurze, natomiast w 2007 zajął w Cebu City II m. indywidualnych mistrzostwach Azji oraz zdobył brązowy medal w mistrzostwach świata juniorów do lat 20, rozegranych w Erywaniu. W 2008 zajął I m. (wspólnie z Wang Yue i Hannesem Stefanssonem) w Reykjavíku oraz osiągnął najlepszy indywidualny wynik (3½ pkt w 5 partiach) w drużynowym meczu Chiny–Rosja, natomiast w 2009  podzielił II m. (za Pawło Eljanowem, wspólnie z Borkim Predojeviciem) w turnieju Bosna w Sarajewie oraz zwyciężył (wspólnie z Zhou Jianchao) w turnieju strefowym w Pekinie. W 2010 odniósł samodzielne zwycięstwo w 40. edycji turnieju Bosna. W 2012 zwyciężył w Biel, wyprzedzając m.in. Magnusa Carlsena.
Wielokrotnie reprezentował Chiny w turniejach drużynowych, m.in.:
- czterokrotnie na olimpiadach szachowych (w latach 2004, 2008, 2010, 2012); medalista: indywidualnie – brązowy (2010 – na II szachownicy)[10],
- na drużynowych mistrzostwach świata (w roku 2011); dwukrotny medalista: wspólnie z drużyną – srebrny (2011) oraz indywidualnie – złoty (2011 – na I szachownicy)[11],
- dwukrotnie na drużynowych mistrzostwach Azji (w latach 2008, 2012); czterokrotny medalista: wspólnie z drużyną – dwukrotnie złoty (2008, 2012) oraz indywidualnie – dwukrotnie złoty (2008 – na III szachownicy, 2012 – na I szachownicy)[12],
- dwukrotnie na olimpiadach szachowych juniorów do 16 lat (w latach 2002, 2004); dwukrotny medalista: wspólnie z drużyną – dwukrotnie złoty (2002, 2004)[13],
- na igrzyskach azjatyckich (w roku 2010); medalista: wspólnie z drużyną – złoty (2010)[14],
- na halowych igrzyskach azjatyckich (w roku 2007); medalista: wspólnie z drużyną – złoty (2007)[15].

Najwyższy ranking w dotychczasowej karierze osiągnął 1 kwietnia 2020, z wynikiem 2763 punktów zajmował wówczas 12. miejsce na światowej liście FIDE, jednocześnie zajmując 2. miejsce wśród chińskich szachistów.